# Thiên hoàng Go-Saga
Thiên hoàng Go-Saga (後嵯峨天皇 (Hậu Tha Nga Thiên hoàng) Go-Saga-Tennō, 01 tháng 4, 1220 – 17 tháng 3, 1272) là Thiên hoàng thứ 88 của Nhật Bản theo danh sách kế thừa truyền thống. Triều đại của ông kéo dài từ năm 1242 đến năm 1246.

## Phả hệ
Trước khi lên ngôi, ông có tên cá nhân của mình (imina) là Thân vương Kunihito (邦仁親王 (Bang Nhân thân vương) Kunihito -shinnō).
Ông là con trai thứ hai của Thiên hoàng Tsuchimikado, và là anh họ thứ hai của người tiền nhiệm - Thiên hoàng Shijō.
Khi cha bị đi đày sau sự kiện Jōkyū (1221), ông được nuôi dưỡng bởi mẹ mình - hoàng hậu Minamoto no Michiko.

## Lên ngôi Thiên hoàng
Sau cái chết bất ngờ của Thiên hoàng Shijō, hoàng tộc và Mạc phủ bắt đầu mâu thuẫn về vấn đề kế vị: Thái hậu Fujiwara no Shunshi và giới quý tộc triều đình ủng hộ Hoàng tử Tadanari (忠成王), con trai của Thiên hoàng Juntoku; nhưng shikken Hōjō Yasutoki đã phản đối việc kế vị của các con trai của Juntoku với lý do họ đã chống lại Mạc phủ trong cuộc loạn Jōkyū (1221). Nhưng Thái hậu đã kịp thuyết phục được shikken, buộc ông ta phải theo ý kiến của mình bằng cách đưa hoàng tử Kunihito mới 22 tuổi, con trai của cố Thiên hoàng bị lưu đày là Thiên hoàng Tsuchimikado lên ngôi. Cuộc thương lượng giữa hoàng tộc và Mạc phủ kéo dài 11 ngày liền.
Do kết quả của cuộc thương lượng, phải đến năm Ninji thứ ba ngày 20 tháng 1 âm lịch (tức 21 tháng 2 năm 1242 dương lịch), hoàng tử Kunihito mới 22 tuổi, con trai của cố Thiên hoàng bị lưu đày là Tsuchimikado lãnh chiếu kế vị.
Năm Ninji thứ ba ngày 18 tháng 3 âm lịch (tức 19 tháng 4 năm 1242 dương lịch), hoàng tử Kunihito chính thức đăng quang lên ngôi và lấy hiệu là Thiên hoàng Go-Saga.
Tài liệu không ghi chép gì về những hoạt động thời Go-Saga trị vì. Ông không có thực quyền, mọi quyền lực rơi vào tay của Mạc phủ Ashikaga và shikken họ Hōjō.
Năm Kangen thứ tư ngày 29 tháng 1 âm lịch (tức 16 tháng 2 năm 1246 dương lịch), Thiên hoàng Go-Saga bất ngờ thoái vị nhường ngôi cho cho con cả của ông là Hisahito, hiệu là Thiên hoàng Go-Fukakusa.

## Thoái vị
Sau khi rời ngôi, ông trở thành Thượng hoàng và tiếp tục thi hành chính sách Viện chính của các Thiên hoàng tiền nhiệm. Năm 1259, ông buộc con trai phải nhường ngôi cho chú của mình là thân vương Tsunehito (tức Thiên hoàng Kameyama). Hoàng tử Munetaka được ông cử làm Shogun thứ 7 của Mạc phủ Kamakura (1252 - 1276), nhưng quyền lực thực tế lại thuộc về các quan nhiếp chính họ Hōjō.
Việc Thiên hoàng Kameyama lên ngôi dẫn tới việc hoàng gia chia thành hai nhánh: Nhánh của Go Fukakusa có tên là nhánh Jimyōin-tō (Trì Minh Viện thống) và nhánh của Kameyama có tên là Daikakuji-tō (Đại Giác Tự thống). Và việc hoàng gia phân thành hai nhà cũng tạo đấu mối cho những căng thẳng và bất hòa sâu sắc. Để hòa giải, shikken của Mạc phủ là Hōjō Nagatoki (1256 - 1264) đưa ra đề án hòa giải bằng cách yêu cầu hai nhà "thay phiên" nhau làm vua. Việc đó sử Nhật gọi là ryōtō tetsuritsu (lưỡng thống điệt lập, mà điệt có nghĩa là thay phiên). Sự luân lưu giữa hai nhà kéo dài đến năm 1318 thì dứt (thời Thiên hoàng Go-Daigo)
Trong năm Bun'ei thứ 9 ngày 17 tháng 2 âm lịch (tức ngay 17 tháng 3 năm 1272 dương lịch), Thiên hoàng Go-Saga băng hà, hưởng dương 51 tuổi.

### Kugyō
- Quan bạch: Konoe Kanetsune, 1242
- Quan bạch: Nijō Yoshizane, 1242–1246
- Quan bạch: Ichijō Sanetsune, 1246
- Tả đại thần
- Hữu đại thần
- Nội đại thần
- Đại nạp ngôn

### Niên hiệu
- Ninji (1240–1243)
- Kangen (1243–1247)

## Gia đình
Hoàng hậu: Saionji (Fujiwara) no Yoshi-ko (西園寺（藤原）姞子) 
- Hoàng tử thứ 4: Thân vương Hisahito (久仁親王) (Thiên hoàng Go-Fukakusa)
- Công chúa thứ 1: Nội thân vương Osako (綜子内親王)
- Hoàng tử thứ 7: Thân vương Tsunehito (恒仁親王) (Thiên hoàng Kameyama)
- Hoàng tử thứ 11: Thân vương Masataka (雅尊親王)
- Hoàng tử thứ 13: Thân vương Sadayoshi (貞良親王)

Lady-in-waiting: Taira no Muneko (平棟子), con gái của Taira no Munemoto (平棟基) 
- Hoàng tử thứ 3: Thân vương Munetaka (宗尊親王) (Mạc chúa thứ 6 Kamakura)

Trưởng thị: Fujiwara ?? (藤原博子)
- Hoàng tử thứ 8: Thân vương Kakujo Hoshinnō (覚助法親王), sau xuất gia và tu tập theo Thiền Tông, hiệu là Cao Phong Hiển Nhật Thiền sư (j高峰顯日) thuộc Tông Lâm Tế.[6]
- Công chúa thứ 2: Yanagi Dono (柳殿)
- Công chúa thứ 6: Nội thân vương Eki Ko (懌子内親王)